# Ko Chang
Pour les articles homonymes, voir KOH (homonymie).
Ko Chang (เกาะช้าง, RTGS : ko chang) est la troisième plus grande île de la Thaïlande après Phuket et Ko Samui, avec une superficie de 217 km2. Elle est située sur la côte est du golfe de Thaïlande, dans la province de Trat, près de la frontière du Cambodge. Elle se trouve à 310 km de Bangkok.
Son nom signifie île(s) éléphant. Montagneuse, avec plusieurs cascades, elle fait partie du parc national de Mu Ko Chang donc elle est la plus grande île parmi les 54 autres îles et îlots qui l'entourent.

## Histoire
Au début de la Seconde Guerre mondiale, pendant la guerre franco-thaïlandaise, une flotte de la France de Vichy a remporté une importante victoire sur la marine royale thaïlandaise au sud de l'île le 17 janvier 1941.
Jusqu'au milieu des années 1980, les constructions sur l'île n’étaient pas développées mais le tourisme a augmenté significativement depuis lors. Le boom de la fréquentation de l'île commence en 2001-2002 avec White Sand Beach, les travaux de la route et la volonté de Taksin Sinawatra de faire de Koh Chang la nouvelle "perle" du golfe du Siam. L'île accueille en 2008 près d'un million de touristes thaïlandais et étrangers chaque année et il y a environ 170 hôtels.

## Géographie
L’île présente une longueur de 30 kilomètres et une largeur de 14 kilomètres. La surface totale du parc national marin est de 650 kilomètres carrés dont 70 % d'eau. L’intérieur de l’île est montagneux et couvert de forêt tropicale. La colline la plus élevée, Kao Salak Phet, est à 743 mètres au-dessus du niveau de la mer. Autour de la côte de l’île s'étendent plusieurs plages sablonneuses près desquelles on trouve beaucoup de complexes hôteliers.
Le Hat Sai Khao, le Hat Kai Mook et le Hat Ta Nam (la côte occidentale) attirent les touristes. Au sud, il y a un village nommé Laem Bang Bao. Beaucoup de bâtiments sont construits sur des pilotis en bois.

## Population
En 2021, la population de l'île de Ko Chang est de 8564 habitants, soit 39 habitants au km2. Il y a plus d'un millier de travailleurs cambodgiens avec ou sans contrat de travail.

## Administration
L'île forme une zone-secondaire, formée en 1994 au moment où elle a été séparée de la zone de Laem Ngop (en), dans la province de Trat.[réf. souhaitée] La zone est divisée en deux communes (tambon), elles-mêmes divisées en neuf villages (muban). Cependant, il n'y a aucun secteur municipal (thesaban).[réf. souhaitée]

## Parc national de Mu Ko Chang

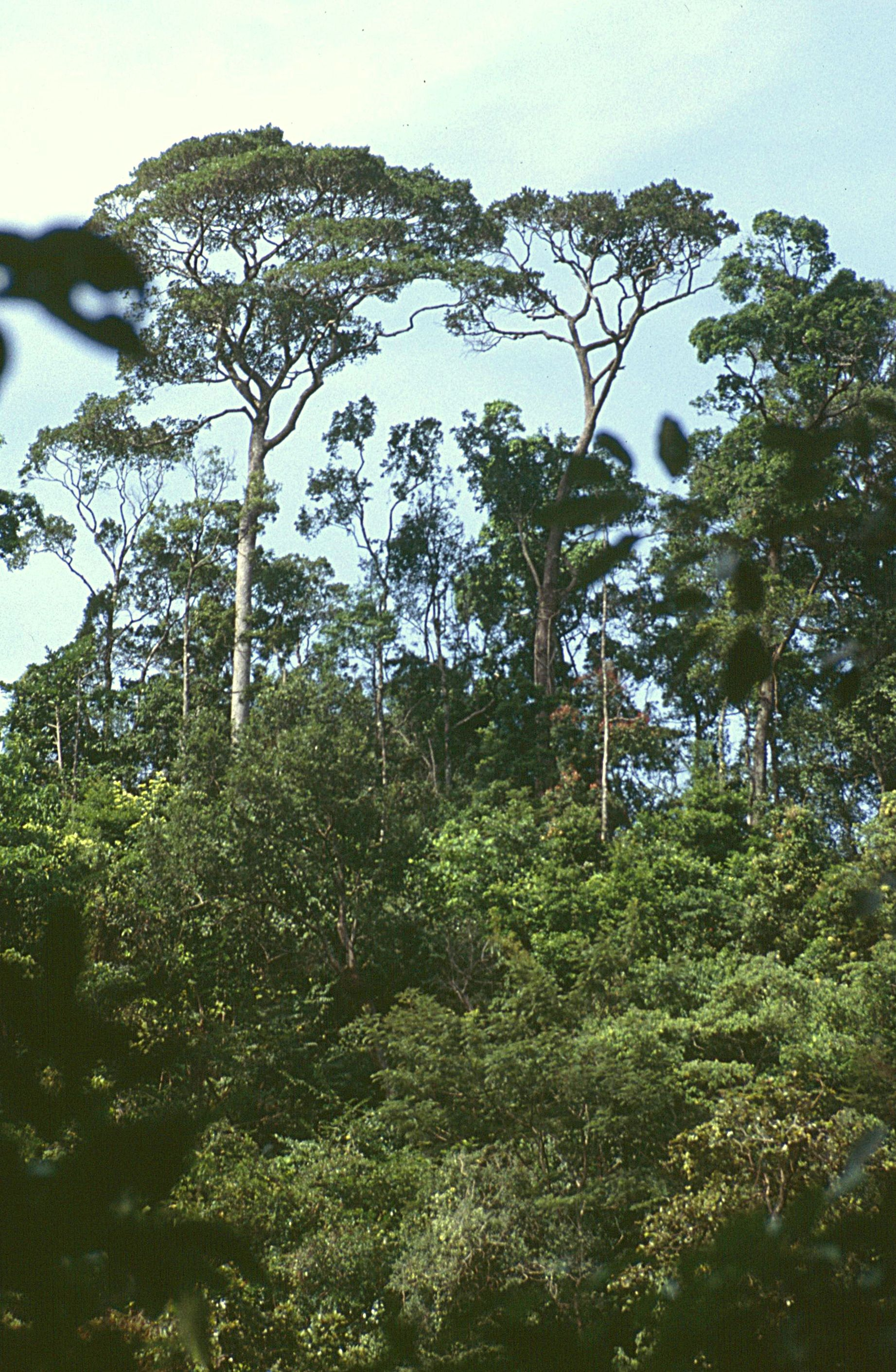
Forêt tropicale et arbres géants qui émergent au dessus de la canopée

En 1982, Koh Chang et les autres petites îles qui l'entourent, dont 85 % font partie du parc national de Mu Ko Chang, ont été conservées comme parc national marin. 
La plus grande partie de l'intérieur de l'île est occupée par la forêt tropicale. 

Des récifs de corail voisins peuvent être observés dans ce parc.

Biodiversité marine
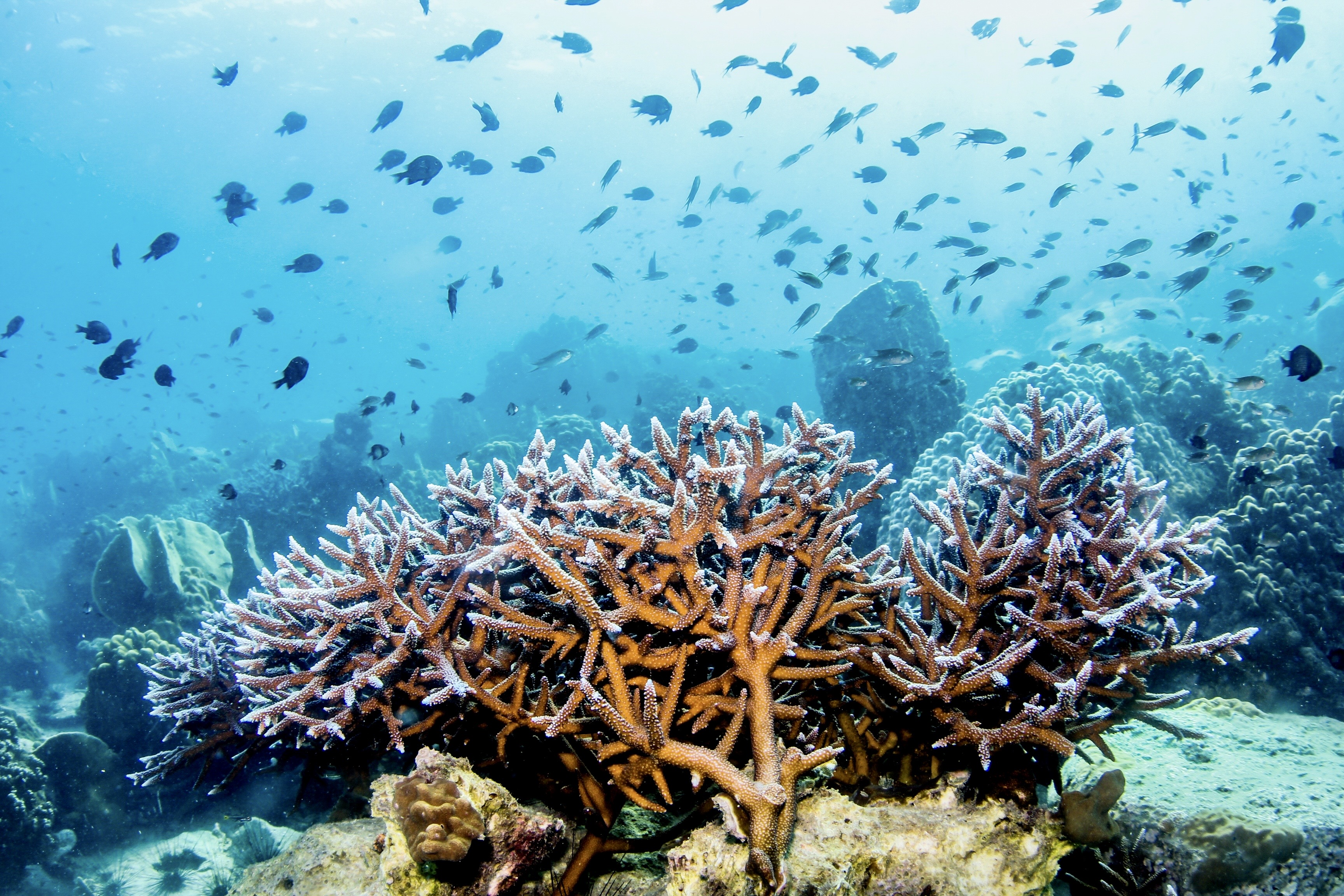
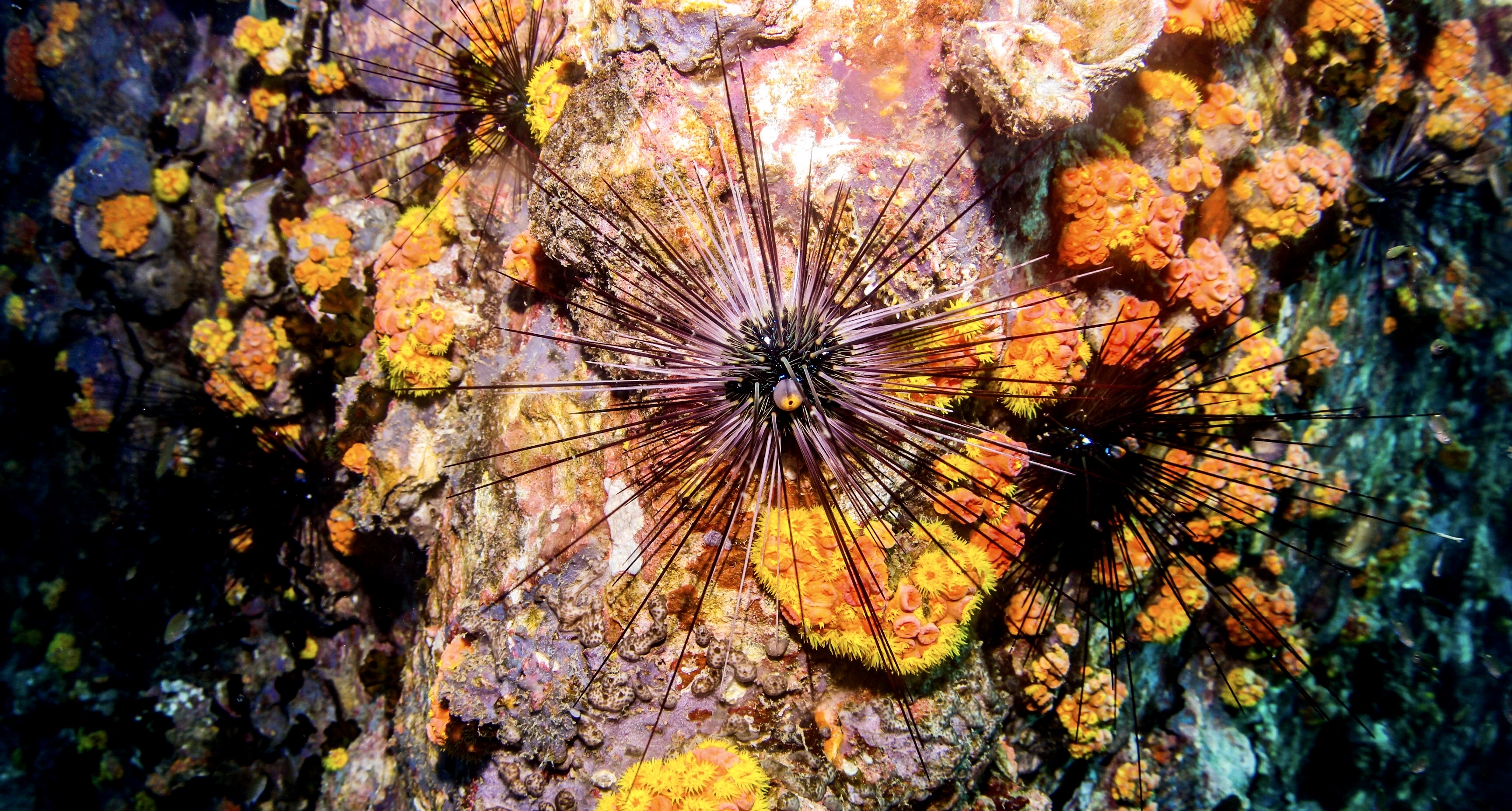
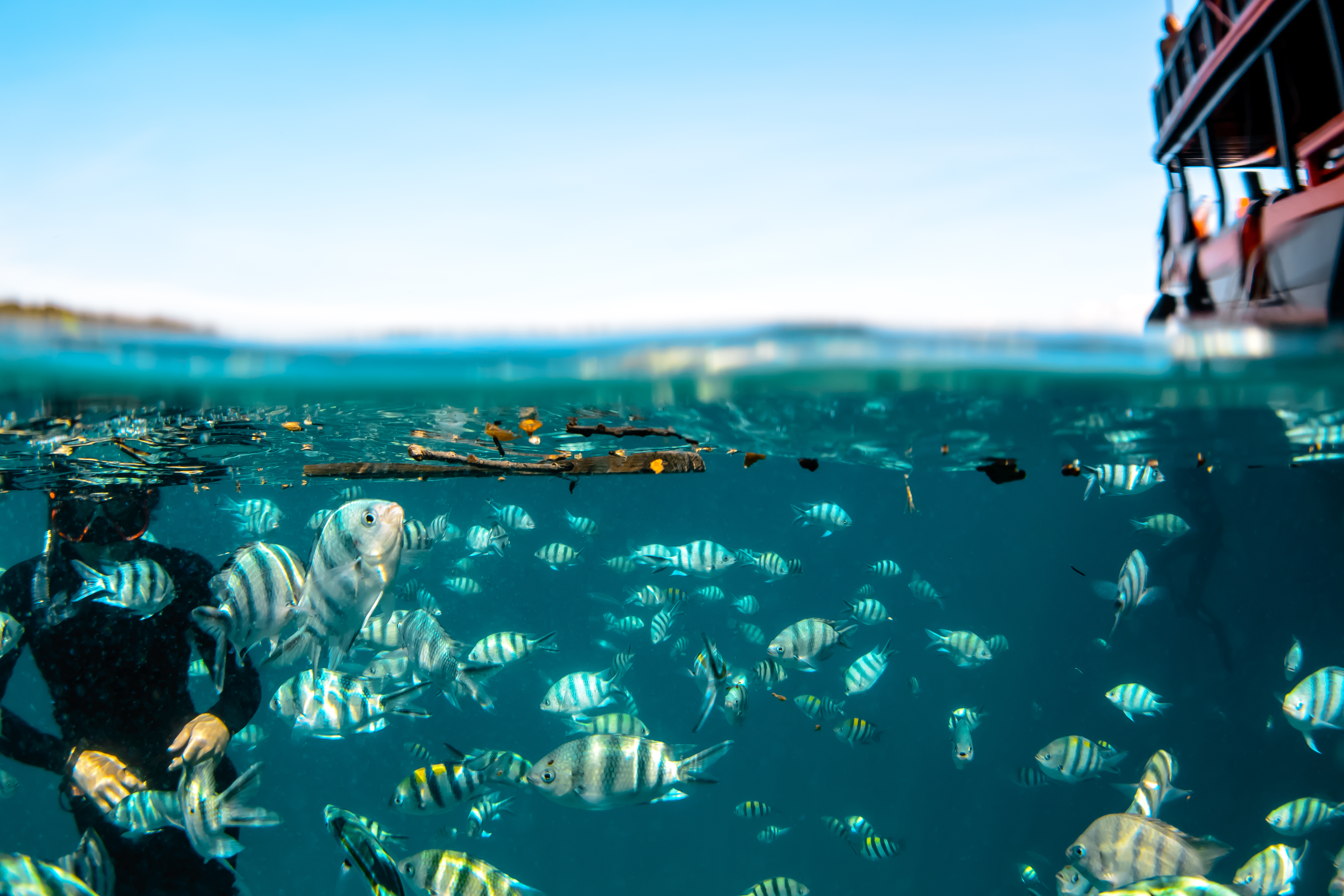
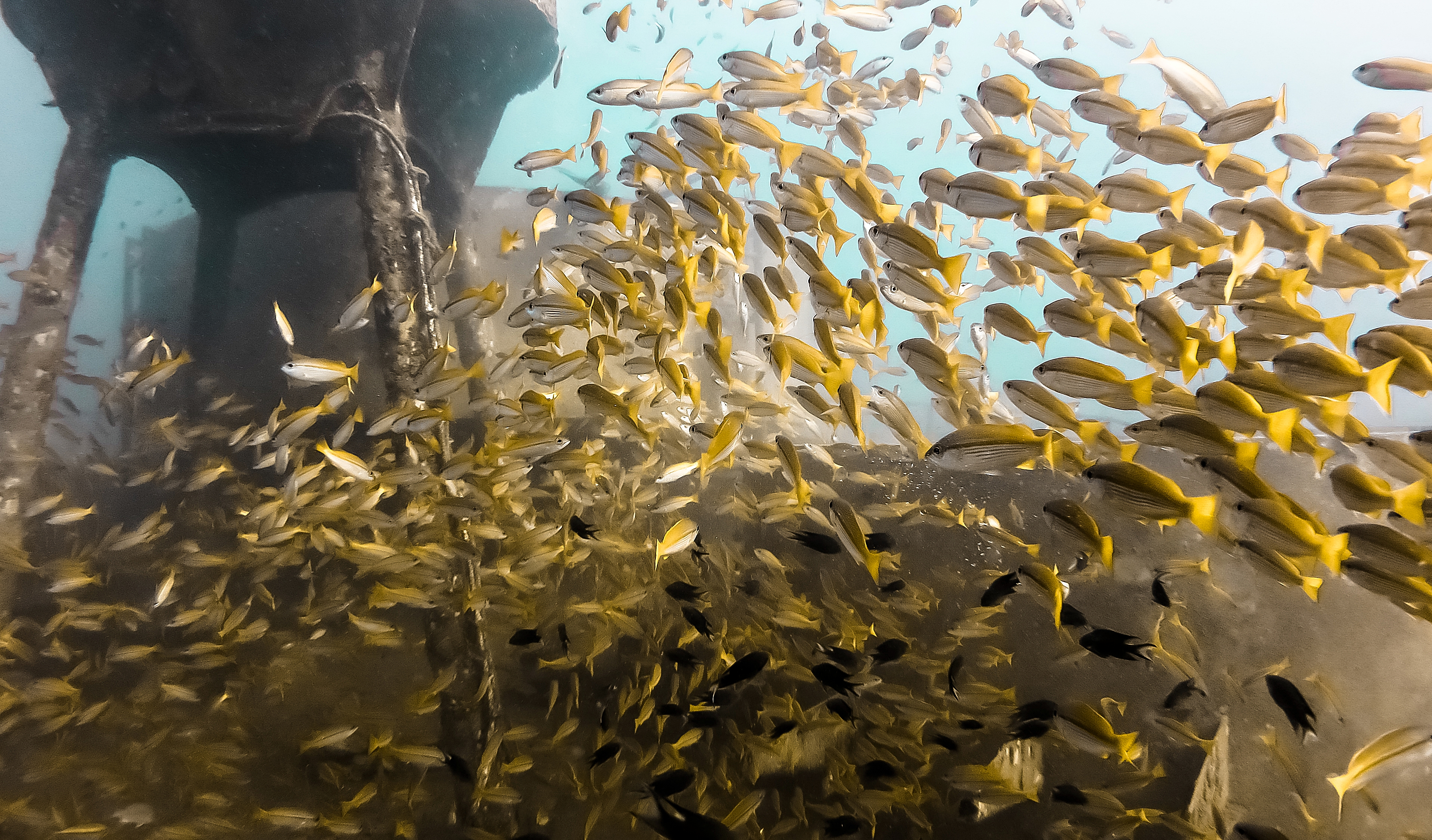
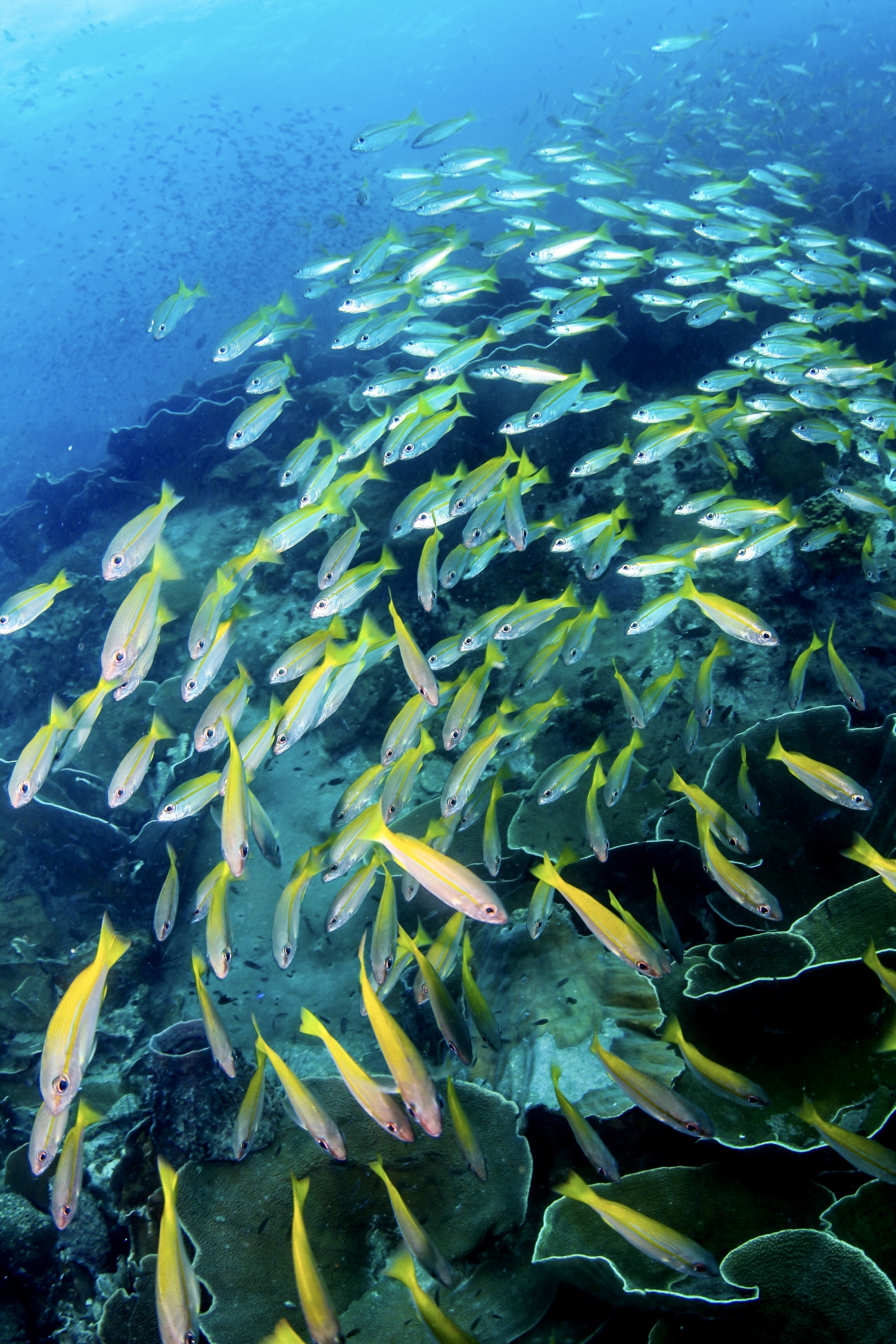
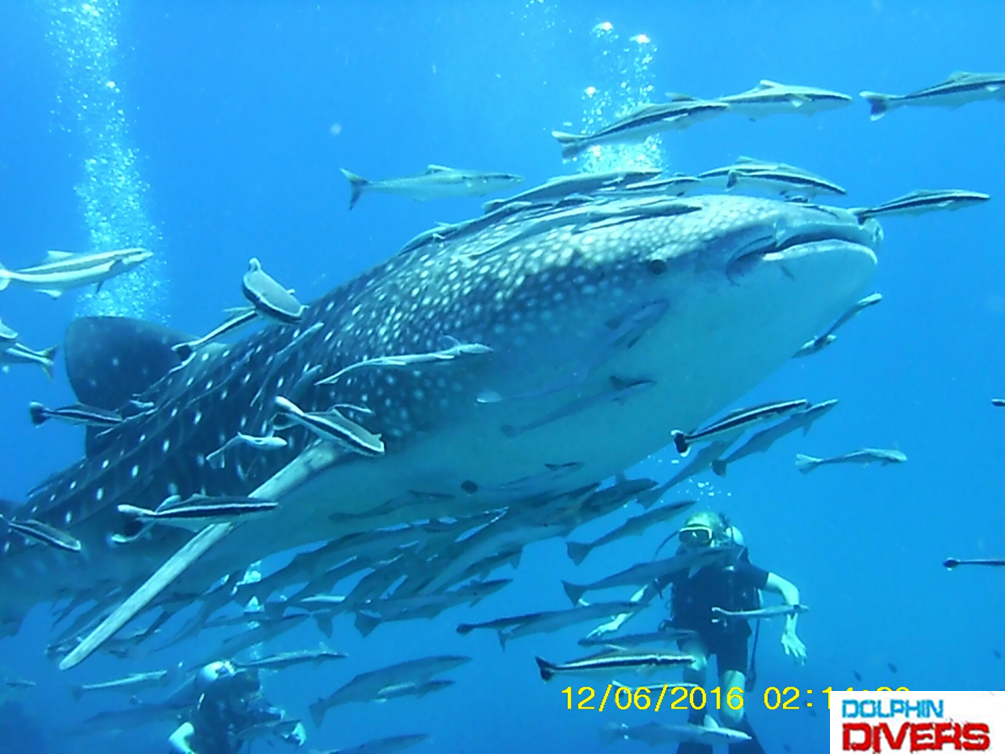
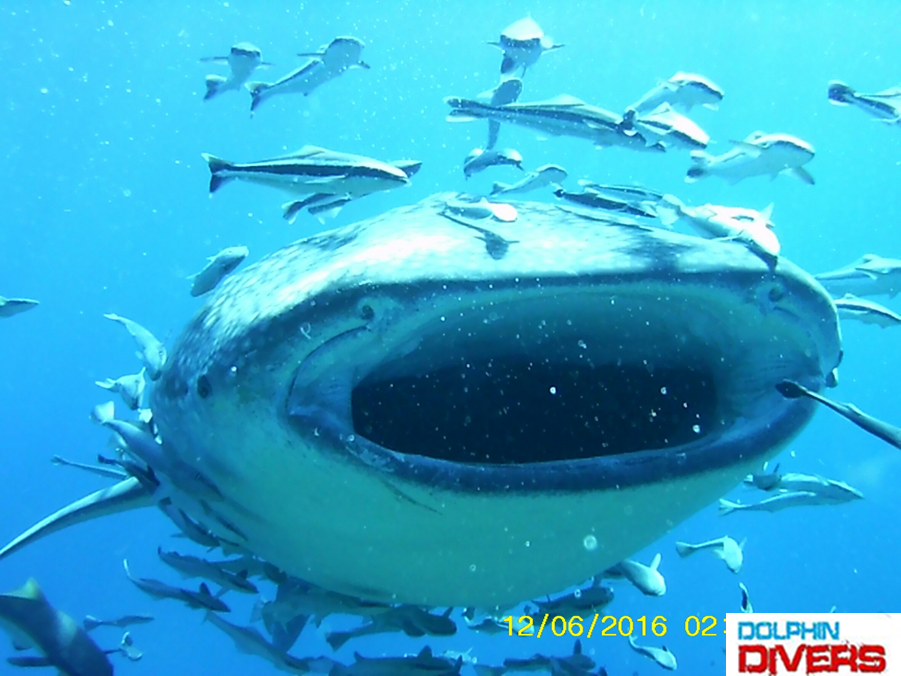

## Galerie

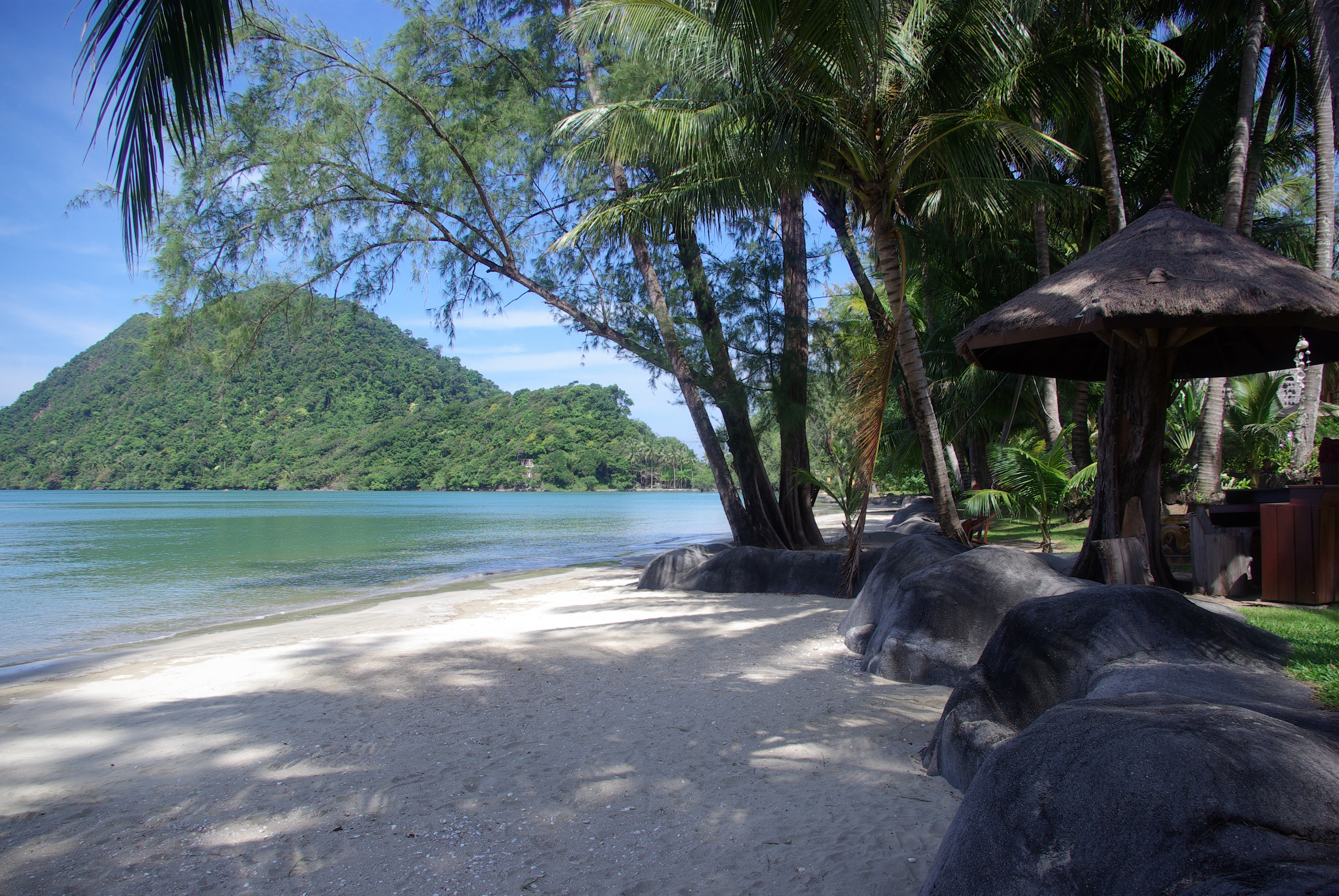
Une plage à Koh Chang (rive ouest).
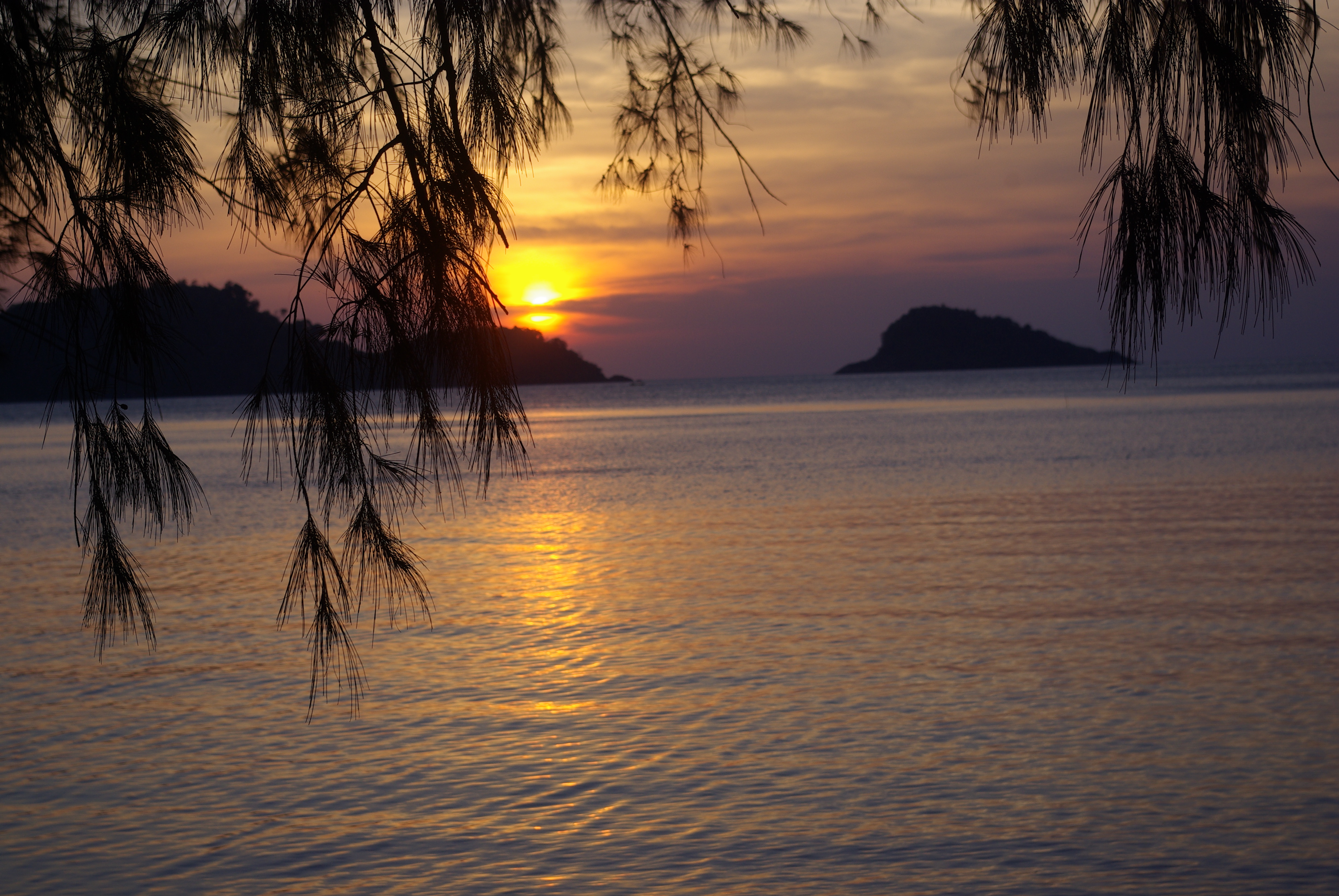
Coucher de soleil, rive ouest de Koh Chang.
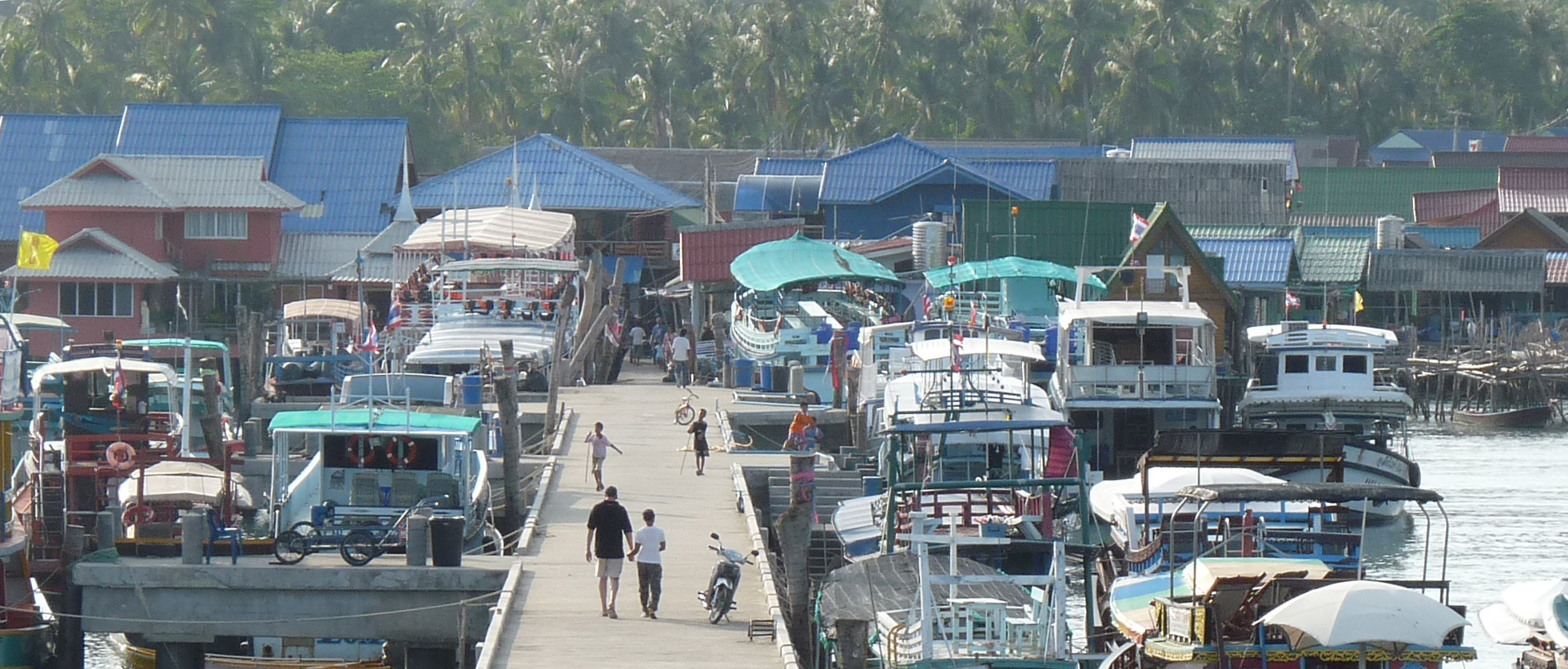
Embarcadère à Koh Chang.
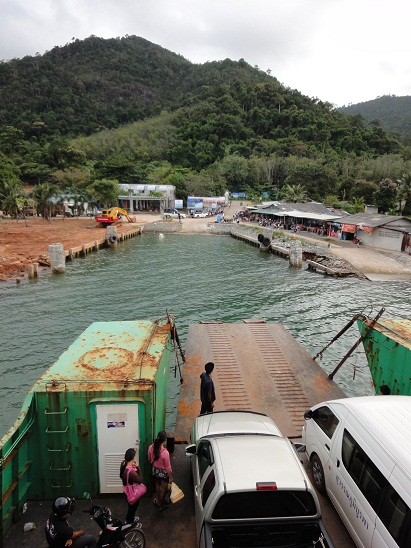
Quai de Koh Chang en 2011.
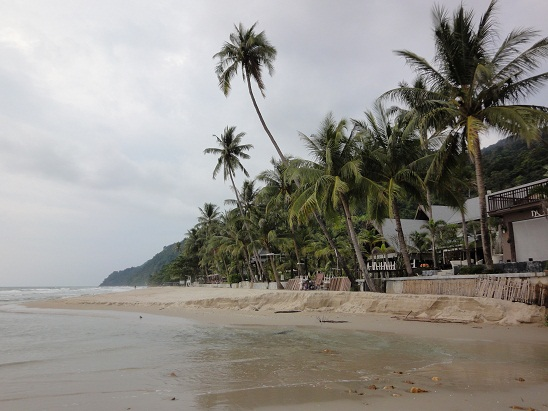
Plage de Koh Chang en 2011.